# General Instrument CP1600

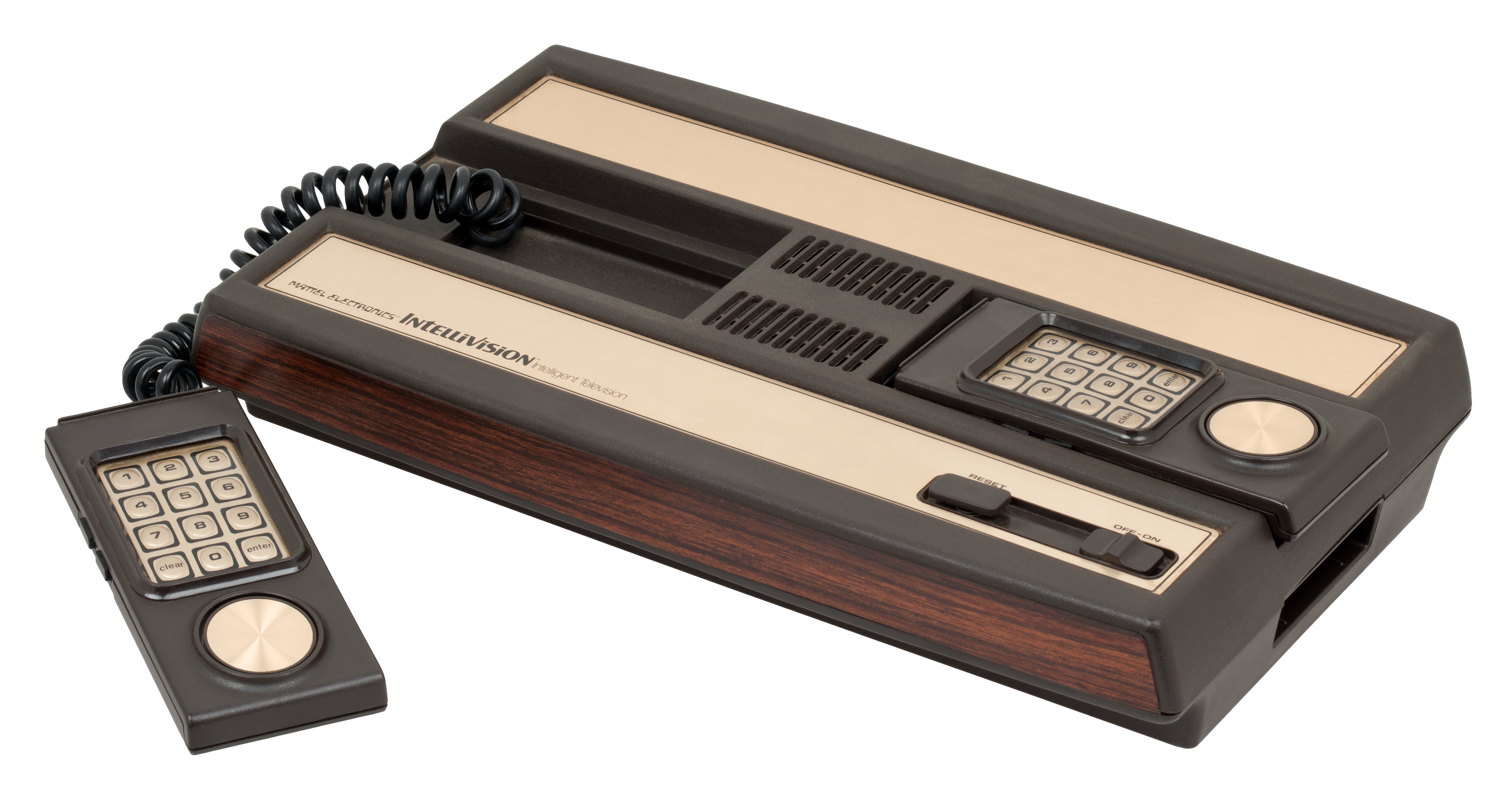
Az Intellivision videójátékkonzol, a CP1610 legfőbb alkalmazása

A CP1600 egy 16 bites mikroprocesszor az 1970-es évekből, a General Instrument és a Honeywell cégek közreműködésében készült. A CP1600 felépítése és szerkezete a PDP-11 processzorán alapult, amely nagy hatással volt az utána következő processzorok kialakítására és nem egy hasonló tervezetet is inspirált, mint például a Western Digital többchipes kialakítású MCP-1600 processzorát. A Honeywell cég a CP1600-ast több ipari vezérlőrendszerben és az azokhoz kapcsolódó kisegítő berendezésekben alkalmazta, de a legnagyobb számban az Intellivision videójáték-konzolban használták fel ezeket.

## Jellemzők
A CP1600 utasításkészlete szorosan követte a PDP-11 utasítéskészletet, de nem volt vele teljesen kompatibilis.

## Felhasználása
Az Intellivision konzolban alkalmazott processzor nem egy teljesértékű CP1610 volt, hanem annak egy „butított”, több egyszerűsítést tartalmazó változata volt. A konzolba épített processzor 894 kHz órajel-sebességen futott, az NTSC videojelekhez alkalmazkodva, vagy 1 MHz-es órajelen a PAL/SECAM változatokban. Bár a hagyományos számítógépek körében a CP1600 felhasználása nem volt túl nagyarányú, mégis több mint 3 millió Intellivision konzol készült 1980-tól, egészen addig, amíg az 1983-as videójáték-krach az Intellivision bezárásához nem vezetett 1984-ben, a termékvonalak megszűnése miatt.
A CP1600 gyártását 1985-ben fejezték be, mikor a General Instruments leválasztotta a mikroelektronikai részlegét, hogy megalakítsa belőle a Microchip Technology nevű céget, amely készőbb a PIC mikrovezérlőiről híresült el. Ekkorra már jó néhány 32 bites kialakítás jelent meg a piacon, például a híres Motorola 68000-es is már évek óta kapható volt, ami csökkentette a CP1600 és hasonló, 16 bites rendszerek iránti igényeket, emellett a legnagyobb létező vásárlójuk, az Intellivision, kiesett a termelésből. Több más termék gyártását is megszüntették ekkor, és a Microchip fő terméke a PIC mikrovezérlő lett.

## Fordítás
Ez a szócikk részben vagy egészben  a   General_Instrument_CP1600 című angol Wikipédia-szócikk ezen változatának fordításán alapul.  Az eredeti cikk szerkesztőit annak laptörténete sorolja fel. Ez a jelzés csupán a megfogalmazás eredetét és a szerzői jogokat jelzi, nem szolgál a cikkben szereplő információk forrásmegjelöléseként. 